# Beas de Guadix
Beas de Guadix település Spanyolországban, Granada tartományban. Beas de Guadix Polícar, Cortes y Graena, Marchal, Guadix és Lugros községekkel határos. Lakosainak száma 316 fő (2024).

## Népesség
A település népessége az elmúlt években az alábbi módon változott:
| Lakosok száma | 363  | 367  | 374  | 378  | 385  | 364  | 354  | 329  | 323  | 316  |
|               | 2001 | 2004 | 2006 | 2009 | 2011 | 2014 | 2016 | 2019 | 2021 | 2024 |